# نادی‌باراچکا
نادی‌باراچکا (به مجاری:  Nagybaracska) یک شهرداری در مجارستان است که در ناحیه بایا واقع شده‌است. نادی‌باراچکا ۳۷٫۹۵ کیلومتر مربع مساحت و ۲٬۲۸۹ نفر جمعیت دارد.